# Akademie Deutscher Buchpreis
Die Akademie Deutscher Buchpreis wurde am 1. Oktober 2004 vom Vorstand des Börsenvereins des Deutschen Buchhandels gegründet. Sie besteht aus zehn bis elf Mitgliedern, die aufgrund ihrer Funktionen in dieses Amt berufen werden. Ihre Hauptaufgabe ist, die Jury zur Auswahl der Preisträger des Deutschen Buchpreises auszuwählen und zu ernennen.
Zur Gewährleistung größtmöglicher Unabhängigkeit wählt die Akademie die Jury in jedem Jahr neu.

## Mitglieder
Stand: 17. Juli 2023
- Annerose Beurich, Inhaberin von stories! Die Buchhandlung
- Juergen Boos, Direktor der Frankfurter Buchmesse
- Jürgen Fitschen, Vorstandsvorsitzender der Deutsche Bank Stiftung
- Benedikt Föger, Czernin Verlag / Präsident des Hauptverbandes des Österreichischen Buchhandels
- Kristina Hasenpflug, Geschäftsführerin der Deutsche Bank Stiftung
- Hauke Hückstädt, Leiter Literaturhaus Frankfurt
- Carola Lentz, Präsidentin des Goethe-Instituts
- Rudolf Müller, Inhaber der Müller & Böhm Literaturhandlung im Heine Haus, Düsseldorf
- Michael Münch, Vorstandsmitglied der Deutsche Bank Stiftung
- Andreas Rötzer, Verleger, Mitglied des Sprecherkreises IG Belletristik und Sachbuch
- Karin Schmidt-Friderichs, Vorsteherin des Börsenvereins des Deutschen Buchhandels

## Jury
Die Jurymitglieder des Deutschen Buchpreises stehen in der Liste der Preisträger und Nominierten des Deutschen Buchpreises.